# Baphiastrum calophylla
Baphiastrum calophylla là một loài thực vật có hoa trong họ Đậu. Loài này được (Harms) De Wild. mô tả khoa học đầu tiên năm 1925.